# Laurens (South Carolina)
Laurens is een plaats (city) in de Amerikaanse staat South Carolina, en valt bestuurlijk gezien onder Laurens County.

## Demografie
Bij de volkstelling in 2000 werd het aantal inwoners vastgesteld op 9916.
In 2006 is het aantal inwoners door het United States Census Bureau geschat op 9849, een daling van 67 (-0,7%).

## Geografie
Volgens het United States Census Bureau beslaat de plaats een oppervlakte van
27,4 km², geheel bestaande uit land.

## Plaatsen in de nabije omgeving
De onderstaande figuur toont nabijgelegen plaatsen in een straal van 20 km rond Laurens.

## Geboren
- Pink Anderson (1974), blueszanger en gitarist